# Burgstall Kirchberg ob der Donau
Der Burgstall Kirchberg bezeichnet eine abgegangene Höhenburg auf 613 m ü. NN in der Gemeinde Kirchberg ob der Donau im Bezirk Rohrbach von Oberösterreich.

## Geschichte
Bereits 1120 urkundet ein Chadalhoch de chürchperch (* 1094, † 1135). In einer Lehensaufsendung an das Hochstift Passau von 1263 wird Kirchberg eine „Veste“ genannt. Carolus von Kirchberg verkaufte seinen Drittelanteil an Kirchberg mit allen passauischen Lehen dem Ulrich von Tannberg. Leopold von Kirchberg gab 1398 dem Stift Wilhering einen Lehensbrief zu Staudach bei Ofteringen. Die Kirchberger waren in der Mitte des 15. Jahrhunderts Dienstleute der Schaunberger. Siegmund von Kirchberg († 1468) war 1445 sogar Anwalt der Schaunberger. 1454 erhielt er für seine Verdienste von Graf Johann von Schaunberg Schloss Mistelbach und die Kammerhube bei Schönering, da er mit dem Grafen Bernhard unter Herzog Friedrich von der Steiermark in das Heilige Land gezogen war. Bernhard und Sebastian von Kirchberg erhielten 1516 von Kaiser Maximilian I. die Erlaubnis, den in Verfall geratenen Burgstall Kirchberg wieder aufzubauen.
1629 kam Kirchberg an den kaiserlichen Mauteinnehmer Georg von Kauthen aus Linz. Adam Christoph von Kauthen († 1768) wird 1737 in den Freiherrn- und 1760 in den Grafenstand erhoben. 1692 wird Rudolf von Eiselsberg Pfleger auf Kirchberg. Wann die Burg aufgelassen worden ist, ist nicht bekannt.

## Burgruine Kirchberg heute
Der sogenannte kleine Burgstall bildet die Substruktion der Burg Kirchberg. Die Burgruine liegt auf einem zur Donau hin steil abfallenden Felskopf. Ein Zugang ist nur von der Landseite möglich. Zur Zeit ihres Bestehens war die Burg durch zwei aus dem Felsen gehauene Gräben geschützt. Erkennbar sind noch die Futtermauern, die man errichtete, um die Burgmauern darauf zu errichten. Auf der Obermühl zugewandten Seite liegen zwei Felskammern, die vom Burgplatz aus zugänglich waren.
Der zur Burg gehörende Meierhof wird noch bewirtschaftet.